# Нация
 Тази статия е за общността.  За партията в България вижте Нация (партия).  
Нация (от лат. natio – племе, народ) е общност от хора, характеризираща се със съзнанието за еднаква историческа и/или културна принадлежност, живееща на обща територия, но не е задължително - примерно евреите близо 2 хилядолетия са били пръснати по света с много слабо присъствие на родната си земя, и до днес те, ирландците след картофения глад от втората половина на 40-те години на 19 век и арменците след турския геноцид над тях през периода 1915- 1922 г. имат в пъти повече сънародници по света, отколкото в майчините си държави, обикновенно, но не винаги обединена от общ език - примерно швейцарците използват немски, френски, италиански и ретроромански езици, южните китайци традиционно използват свой кантонски език, до възраждането на иврита евреите са използвали различни езици като идиш и ладино, огромното мнозинство представители на арменската диаспора традиционно са използвали Западноарменски език, Банатските българи създават езика си преди кодификацията на книжовния български, за разлика от който използва латиница вместо българска писменост, норвежците въпреки че живеят в една държава и до ден днешен използват 2 официални норми на езика си - букмол и нюношк, а американците и огромното мнозинство от ирландците са англоезични, но нямат английско народностно самосъзнание, и организирана в една или повече държави или стремяща се да го направи.

## Обособяване на нацията
Според някои от теориите нациите са продукт на държавите, като политико-териториални общности, въздействащи на всички свои граждани чрез своето законодателство и държавна политика, но тя не може да обясни съществуването на нации, които понякога хилядолетия не са имали своя държава и понякога са били пръснати по света като евреите, както и на диаспори, по-стари от държавата-майка и/или с различни от мнозинството си сънародници религия като Бесарабските, Таврийските и особено - на католическите Банатски българи, както и представители на една нация, запазили самосъзнанието си след десетилетия асимилация и репресии от страна на чужди и враждебни държави - като подложените на 80 години насилствена македонизация Българи в Северна Македония, като те през периодите 1912 - 1915 и 1918 (в Пелагония още от 1916) - 1941 година са подложени и на далеч по-неуспешна пряка насилствена сърбизация.
Възникването на нацията е свързано с развитието на производствените отношения, създаване на общ пазар, обща култура и език. Този процес се развива по различен начин и с различни темпове на различни места и зависи от специфичните условия. През Средновековието обединителните звена, които свързват в едно цяло разнородните етнически групи са държавата, религията и етническата култура. В Новият свят нациите се създават само на политическа основа. По-късно се образуват регионални общности, съвпадащи с определени географски области, които имат известна политическа обособеност и специфични за всяка от тях културни ценности. В тези бързо образуващи се общности започва постепенно да се заражда съзнанието за принадлежност към една обща група от хора, обвързани с еднаква и специфична за всяка от тях идентичност, което всъщност е зараждащият се национализъм. Нации могат да се образуват и чрез разделяне на един и същ етнос на религиозна основа, пример за което е отделянето на пакистанците от останалите индийци като цяло, и на източните от западните бенгалци в частност въз основа на исляма.
Ърнест Гелнър в своята книга „Нации и национализъм“ (С., 1999) дава следното определение за нация „Един човек принадлежи към една нация само тогава, когато всички други нейни членове го признават за такъв“.